# Scalable TCP
Tipus de protocol de control de transmissió dissenyat per oferir un rendiment i escalabilitat molt més elevats.
Les recomanacions TCP estàndard segons RFC 2581 i RFC 5681 demanen que la finestra de congestió es redueixi a la meitat per cada paquet perdut. Efectivament, aquest procés continua reduint a la meitat el rendiment fins que s'atura la pèrdua de paquets. Un cop disminueixi la pèrdua de paquets, s'iniciarà lentament per augmentar la velocitat. Quan les mides de la finestra són petites, per exemple 1 Mbit/s a 200 ms de temps d'anada i tornada i la finestra és d'uns 20 paquets, aquest temps de recuperació és força ràpid, de l'ordre d'uns quants segons. Però a mesura que les velocitats de transferència s'acosten a 1 Gbit/s, el temps de recuperació es converteix en mitja hora i per a 10 Gbit/s és de més de 4 hores.

## Procediment
El TCP escalable modifica l'algoritme de control de congestió. En lloc de reduir a la meitat la mida de la finestra de congestió, cada pèrdua de paquet disminueix la finestra de congestió en una petita fracció (un factor d'1/8 en comptes de 1/2 de TCP estàndard) fins que s'atura la pèrdua de paquets. Quan s'atura la pèrdua de paquets, la velocitat s'incrementa a una velocitat fixa lenta (s'afegeix un paquet per cada cent reconeixements reeixits) en lloc de la taxa TCP estàndard que és la inversa de la mida de la finestra de congestió (per tant, les finestres molt grans triguen molt de temps). per recuperar). Això ajuda a reduir el temps de recuperació dels enllaços de 10 Gbit/s de més de 4 hores (utilitzant TCP estàndard) a menys de 15 segons quan el temps d'anada i tornada és de 200 mil·lisegons.